# Jan Günther
Jan Günther es un deportista alemán que compitió en piragüismo en la modalidad de aguas tranquilas. Ganó tres medallas en el Campeonato Mundial de Piragüismo en los años 1995 y 1997.

## Palmarés internacional
| Campeonato Mundial | Campeonato Mundial   | Campeonato Mundial | Campeonato Mundial |
| Año                | Lugar                | Medalla            | Competición        |
| ------------------ | -------------------- | ------------------ | ------------------ |
| 1995               | Duisburgo (Alemania) | Medalla de bronce  | K4 200 m           |
| 1997               | Dartmouth (Canadá)   | Medalla de bronce  | K4 200 m           |
| 1997               | Dartmouth (Canadá)   | Medalla de plata   | K4 500 m           |